# Journey of Reconciliation
Il Journey of Reconciliation (in italiano Viaggio di Riconciliazione) fu una forma di nonviolenza per sfidare le leggi statali della segregazione razziale negli Stati Uniti d'America sugli autobus interstatali degli Stati Uniti meridionali. Il viaggio di due settimane di 16 uomini iniziò il 9 aprile 1947. È stato visto come fonte di ispirazione per i successivi Freedom Riders del movimento per i diritti civili degli afroamericani dal maggio 1961 in poi. Anche James Peck, uno dei partecipanti bianchi, partecipò al Freedom Ride del maggio 1961.

## Storia
Sedici uomini del Congress of Racial Equality (CORE) hanno partecipato al Viaggio, otto bianchi e otto neri, compresi gli organizzatori, il bianco ministro metodista George Houser della Fellowship of Reconciliation (FOR) e del CORE e il nero quaker Bayard Rustin di FOR e di American Friends Service Committee. Gli altri partecipanti neri sono stati il musicista di Chicago Dennis Banks, lo studente di Cincinnati Andrew Johnson, il procuratore di New York Conrad Lynn, il docente freelance Wallace Nelson, Eugene Stanley del North Carolina A&T College, William Worthy del Consiglio di New York per una FEPC permanente e Nathan Wright, assistente sociale della Chiesa di Cincinnati. Gli altri partecipanti bianchi erano i ministri della Carolina del Nord Louis Adams ed Ernest Bromley; Joseph Felmet della Lega di Difesa dei Lavoratori del Sud; il segretario esecutivo del Consiglio di Chicago contro la discriminazione razziale e religiosa Homer Jack; il redattore del Workers Defense League News Bulletin James Peck; Worth Randle, un biologo di Cincinnati e il pacifista radicale Igal Roodenko.
I partecipanti hanno programmato di utilizzare i mezzi pubblici di Virginia, Carolina del Nord, Tennessee e Kentucky, tutti con sistemi segregati. Durante il viaggio di due settimane, i neri si sedettero davanti, i bianchi dietro, o a volte fianco a fianco, il tutto in violazione delle leggi statali vigenti che richiedevano ai passeggeri di praticare la segregazione dei posti a sedere sugli autobus.
Sono stati sostenuti dalla sentenza del 1946 della Corte suprema degli Stati Uniti d'America che ha vietato la segregazione nei viaggi interstatali in quanto incostituzionale, imponendo "un onere indebito sul commercio". Gli Stati del Sud si rifiutavano di applicare la sentenza della Corte. Sulla base della consultazione, i manifestanti limitarono la loro azione nell'Upper South, dove il rischio di violenza non era così elevato come nel Profondo Sud.
I viaggiatori hanno subito diversi arresti, in particolare in Nord Carolina. Il giudice Henry Whitfield ha espresso il suo disgusto per gli uomini bianchi coinvolti:
( Raymond Arsenault, Freedom Riders: 1961 and the Struggle For Racial Justice, Oxford University Press, 2006,  p. 53, ISBN 0195136748, OCLC 60796141. URL consultato il 1º luglio 2018.)
La National Association for the Advancement of Colored People e Thurgood Marshall hanno espresso riserve sull'uso della forza diretta, aspettandosi di provocare molta violenza con scarsi progressi verso i diritti civili. La NAACP ha offerto un'assistenza legale limitata agli arrestati. Bayard Rustin credeva che il Viaggio della Riconciliazione, così come altre azioni contro la segregazione in questi anni, ha contribuito alla sentenza definitiva della Corte Suprema degli Stati Uniti nel 1954 in Brown contro Board of Education. Ha stabilito che le scuole segregate erano incostituzionali e ha ordinato loro di cessare l'attività.